# Сухумская гора
Суху́мская гора́ (абх. Самата, груз. სოხუმის მთა) — двуглавая доминирующая (201 метр над уровнем моря) над городом возвышенность на востоке столицы Абхазии, города Сухуми.

## Описание
На горе расположен памятник архитектуры — Смотровая беседка, с которой открывается вид на столицу Абхазии. На её вершину ведёт асфальтированная автодорога, начинающаяся с монументальной Арки.
Гора используется по двойному назначению. Одну её вершину венчает Сухумская телевизионная башня — главный передатчик Абхазского телевидения. Другую — ресторан.
В то же время Сухумская гора — это Национальный пантеон выдающихся деятелей Абхазии. Многие видные представители абхазского народа похоронены на её склонах.

## История
В середине XIX века гора выглядела совершенно иначе. Она была абсолютно лысая, без единого крупного дерева, так как все деревья вырубались на строительство города. В 1872 году местный краевед В. И. Чернявский построил здесь дачу (сохранилась и поныне), и с тех пор более ста лет в народе эта местность именовалась «горой Чернявского». А в 1914 году на её склоне был возведен частный санаторий «Азра», в котором сейчас размещен Научно-исследовательский центр курортологии и нетрадиционной медицины им. Ахмада Куджба.
В 1949—1951 на этой горе был разбит большой парк и высажено около 100 тысяч декоративных растений.